# Makaria (Tochter des Herakles)
Makaria (altgriechisch Μακαρία Makaría, deutsch ‚Glückseligkeit‘) ist in der griechischen Mythologie die Tochter des Herakles und der Deianeira. 
Als Herakles’ Familie nach dessen Tode vor dessen Cousin Eurystheus, dem König von Argos, ins Athen Demophons geflohen war, opferte sie sich, einer Weissagung Folge leistend, um die Schlacht zwischen den Truppen Demophons und Eurystheus günstig zu beeinflussen. Ihr zu Ehren wurde ein Brunnen in Trikorythos bei Marathon nach ihr benannt.